# Metriopelma spinulosum
Metriopelma spinulosum é uma espécie de aranha pertencente à família Theraphosidae (tarântulas).